# Converses de Cinema a Catalunya
Les Converses de Cinema de Catalunya fou una activitat duta al Palau de Congressos de Montjuïc per l'Institut del Cinema Català els dies 3, 4, 5, 6 i 7 de febrer de 1981. Aquestes, sorgiren “atesa la situació social, cultural, industrial i comercial del cinema a Catalunya i davant les noves perspectives que oferia el procés d'autonomia”.

## Història
El 2 de juliol de 1980 es van reunir a iniciativa del Institut del Cinema Català, les organitzacions de la indústria cinematogràfica, els sindicats i parlamentaris catalans. El manifest-convocatòria expressava l'objectiu de les Converses “d'analitzar l'estat actual del cinema a Catalunya i contribuir a establir les bases que permetin una política cinematogràfica al nostre país”. Davant la gravetat de la crisi, també es deia que s'havia acordat celebrar-les en el més aviat possible. D'aquesta forma, es feia una crida a tots els sectors interessats de la societat catalana a participar-hi. Aquesta crida, signada per la Comissió Gestora, que es constituïa, a partir de llavors, com a Comissió Permanent, es feia el novembre de 1980. Es van rebre 65 ponències i, finalment, les Converses de Cinema a Catalunya es van celebrar del 3 al 7 de febrer de 1981.
Les Converses de Cinema a Catalunya, realitzades sota la presidència de Josep Lluís Galvarriato i Tintoré (llavors president de l'ICC) van comptar amb la presència del Departament de Cultura i Mitjans de Comunicació de la Generalitat, i la col·laboració de l'Ajuntament de Barcelona, la Diputació de Barcelona i la Facultat de Ciències de la Informació de la Universitat Autònoma de Barcelona.
Els àmbits d'estudi que les Converses pretenien debatre (i a partir de les quals es van redactar les conclusions) foren: l'anàlisi històrica, la problemàtica industrial i comercial (producció, distribució i exhibició), la problemàtica social i professional dels treballadors del cinema a Catalunya (escola professional de cinema), els problemes culturals, la normalització del català al cinema, les relacions cinema-televisió, el traspàs de competències, i l'estudi i propostes sobre la creació de l'Ens Autònom del Cinema Català. Aquestes propostes van ser assumides, amb la voluntat de posar-les en pràctica per Max Cahner i Garcia, conseller de Cultura de la Generalitat, i Miquel Porter i Moix, el cap de la Secció de Cinema del Servei de Teatre i Cinema de la Direcció General d'Activitats Artístiques i Literàries de la Conselleria de Cultura.
El 1986 es convocà una actualització de les propostes amb Joaquim Ferrer i Roca com a conseller i J. M. Forn com a director general del sector. Aquesta reformulació, de fet, es van convertir en les II Converses de Cinema a Catalunya. Tanmateix, tot i que el Departament de Cultura decidí enviar el text resultant del projecte de llei de l'Ens Autònom al Parlament de Catalunya el 1987, la iniciativa quedà parada. La Direcció General de Cinematografia es transformà en un altre organisme i cap de les propostes es van fer realitat. 